# Dietrich Mente
Dietrich Mente (geboren 1583 in Braunschweig; gestorben nach 1633 ebenda) war ein deutscher Glocken- und Bildgießer, Orgelbauer und Perlensticker, Geschützgießer sowie städtischer Büchsenmeister in Hildesheim.

## Leben

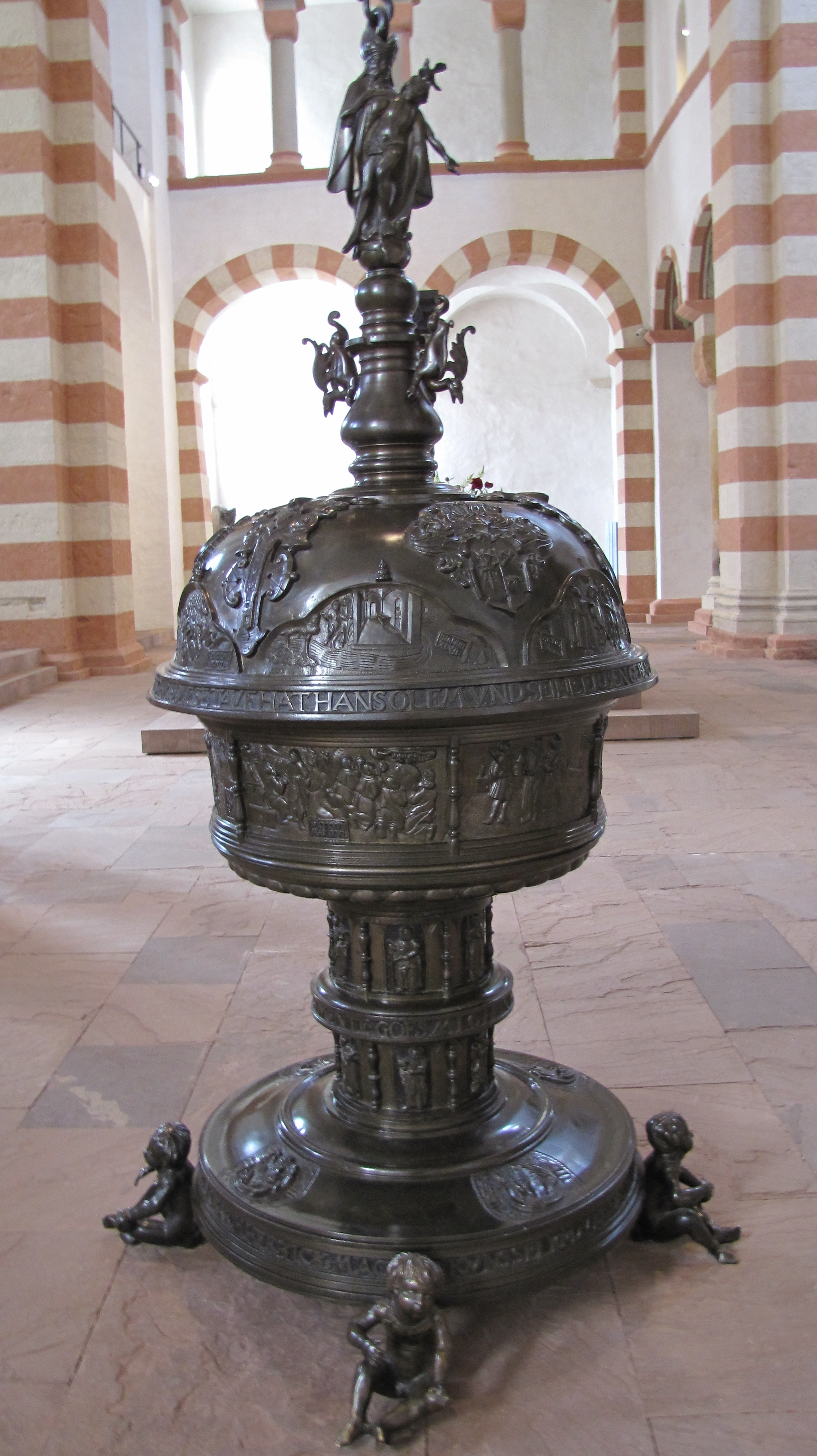
Taufbecken in St. Michal in Hildesheim

Dietrich Mente entstammte der Gießerfamilie Mente. Er war Sohn des in Braunschweig tätigen Goldschmiedes Ulrich Mente der Jüngere.
Ab 1597 durchlief er eine Lehre bei Mante Pelckinck sowie Andreas Marckwort in Hildesheim, arbeitete später in der Gießerwerkstatt von Hans Frickes, der zuvor die Werkstatt von Mante Pelckinck übernommen hatte.
Am 5. Februar 1610 bestellte die Stadt Hildesheim Mente als Nachfolger des verstorbenen Hans Fricke zum „stadthildesheimischen Büchsenmeister“, ein Amt, das Mente auch nach Beginn des Dreißigjährigen Krieges bis zu seinem Tod nach 1633 ausführte. Mente übernahm die Hildesheimer Wohnung Frickes auf dem Eselstieg; Mentes Werkstatt lag jedoch möglicherweise auf dem Michaelishügel nahe dem Zeughaus.
Eigene Arbeiten Mentes entstanden zumeist zwischen 1610 und 1633. Glocken goss Mente im späteren Landkreis Hildesheim. Seine letzte bezeugte Arbeit – datiert auf das Jahr 1633 – ist der Glockenguss für das Sakralgebäude in Wendhausen. Sein Todesdatum wird daher nach 1633 angenommen; sein Todesort als Braunschweig angegeben.

## Bekannte Werke (Auswahl)
- 1610:
  - Glocke für St. Marien in Arholzen (heute im Landkreis Holzminden)[4]
  - Glocke in Wangelnstedt (Lkr. Holzminden)[5]
  - Geschütz in Hildesheim[6]
- 1611: zwei Geschütze in Hildesheim[7][8]
- 1612: Glocke in Gremsheim[3]
- 1614: Glocke für die ev. Kirche St. Andreas in Wehrstedt[9]
- 1616: Glocke für St. Jakobi in Hildesheim[10]
- 1617:
  - Glocke in Teistungenburg bei Teistungen (Lkr. Eichsfeld, Thüringen)[3]
  - Glocke für die evangelische Kapelle in Rott (Hoyershausen)[11]
- 1618: Taufbecken für St. Martini in Hildesheim; 1857 in die Michaeliskirche transloziert[12]
- 1620: Glocke in Eldagsen (Region Hannover)[3]
- 1621: Glocke in Haimar (Region Hannover)[3]
- 1627:
  - Glocke für St. Paul in Hildesheim[13]
  - Glocke für die evangelische Kirche St. Nicolai in Sarstedt[14]
  - Glocke für Bavenstedt; möglicherweise für ein Sakralgebäude[15]
- 1633: Glocke für die evangelische Kirche St. Thomas in Wendhausen[3]